# Mister F Daag
Mister F Daag, född 28 mars 2015, är en tyskfödd amerikansk travare, mest känd för att ha segrat i Breeders' Crown (2017, 2018, 2021), Deutsches Traber-Derby (2018), Grote Prijs der Giganten (2021) och Copenhagen Cup (2022).

## Bakgrund
Mister F Daag är en brun hingst efter Conway Hall och under Miss Love (efter Love You). Han föddes upp av Huls J.P.L., Nederländerna och ägs av Jozef Vanduffel. Han tränas av Paul J. Hagoort och körs oftast av Robin Bakker.

## Karriär
Mister F Daag har till maj 2022 sprungit in 568 924 euro på 34 starter, varav 16 segrar, 2 andraplatser och 5 tredjeplatser. Han har tagit karriärens hittills största segrar i Deutsches Traber-Derby (2018), Grote Prijs der Giganten (2021) och Copenhagen Cup (2022). Han har även kommit på andra plats i Gran Premio Orsi Mangelli (2018) och på tredje plats i Grand Prix l'UET.